# Рьюкан
Рью́кан (норв. Rjukan) — город и административный центр коммуны Тинн в губернии Телемарк (Норвегия). Расположен в узкой долине Вестфьорддален между озёрами Мёсватн и Тинншё, у подножия горы Гаустатоппен. Своё название получил от водопада Рьюканфоссен («Дымящийся водопад»), находящегося западнее Рьюкана. Статус города получил в 1996 году. Население 3386 чел (на январь 2009 года).
С сентября по март Рьюкан находится в тени окружающих гор, полностью закрывающих его от солнца. Для освещения города в 2013 году на горном хребте установили три зеркала, каждое из которых имеет площадь 17 м².

## История
В прошлом Рьюкан являлся важным промышленным центром в Телемарке. Он был основан между 1905 и 1916 годом, когда компания «Norsk Hydro» приступила здесь к производству селитры в качестве удобрения. Рьюкан был выбран для этой цели потому, что 104-метровый водопад Рьюканфоссен мог легко вырабатывать большое количество электроэнергии. Идея использования водопада Рьюканфоссен принадлежала Самуэлю Эйде, основателю компании «Norsk Hydro». Подсчитано, что возглавляемая им компания «A/S Rjukanfoss», а позже «Norsk Hydro» затратили на строительство Рьюкана примерно два бюджета Норвегии и что максимальное количество людей, строивших здесь фабрики и сам город, доходило до 12 000 человек, которые прибывали сюда также из Швеции, Дании и Финляндии.
В 1934 году «Norsk Hydro» построила в Рьюкане крупнейшую в мире гидроэлектростанцию Веморк, а вместе с ней и водородное производство. Побочным продуктом производства водорода была тяжёлая вода, получаемая в процессе электролиза. О том, что «Norsk Hydro» фактически производит тяжёлую воду, компания узнала от будущего лауреата Нобелевской премии Одда Хасселя.
Во время Второй мировой войны компанией управляли германские оккупационные власти, и против неё неоднократно совершались диверсионные акты со стороны норвежского Сопротивления и сил антигитлеровской коалиции с целью помешать нацистам в создании атомной бомбы.
В наши дни в зданиях бывшей гидроэлектростанции открыт Норвежский музей промышленных работников, где представлена история Рьюкана, его индустриализации, а также раздел, посвящённый событиям Второй мировой войны и связанной с ней подрывной деятельностью.
После 1960 года почти всё производство селитры было переведено из Рьюкана на предприятия «Norsk Hydro», находящиеся в Херёйя и Порсгрунне. Некоторые отрасли промышленности по-прежнему существуют в Рьюкане, в том числе экспортирующие компании Scana Skarpenord, Yara, Eka Chemicals и Hoesch Scanalloys.
У Рьюкана есть давние туристические традиции. Более века туристы посещают узкую долину, в которой расположен город. Водопад Рьюканфоссен, являющийся знаменитой ландшафтной достопримечательностью Норвегии, был запечатлён несколькими известными художниками. Эти места удачно подходят для лыжного спорта, кроме того, город является удобной отправной точкой для пешеходных маршрутов по плато Хардангервидда. В 1860-х гг. возле водопада был построен Крокан — первый из туристских домиков Норвежской ассоциации трекинга (Den norske turistforening). После того как водопад был задействован гидроэлектростанцией, домик был продан. Сегодня он вновь открыт и расположен поблизости от дороги, ведущей из Рьюкана в Винье. В последние годы Рьюкан стал известен и благодаря своим возможностям в области ледолазания. В этих местах много разнообразных замёрзших водопадов, а сезон достаточно продолжителен — с ноября по апрель.